# أخطبوط زجاجي
الأخطبوط الزجاجي (الاسم العلمي: Vitreledonella richardi)، هو نوع من الرخويات يتبع رتبة الأخطبوطيات. وهو أصنوفة أحادية الطراز. وهو كائن شفاف هُلامي مُنعدم اللون، يتواجد في جميع أنحاء العالم في البحار الاستوائية وشبه الاستوائية. يصل طوله تقريباً إلى 45 سم. وهي حيوانات ولودية تضع الأنثى مئات البيوض، ويبلغ طول جنين الأخطبوط الزجاجي 2 ملم.